# Lutz Wadehn
Lutz Wadehn (* 28. Februar 1961 in Bremerhaven) ist ein ehemaliger deutscher Basketballspieler.

## Laufbahn
Bereits mit den Jugendmannschaften des OSC Bremerhaven war Wadehn bei deutschen Meisterschaften dabei, sowohl in der Altersklasse Schüler als auch in der Altersklasse Jugend war er Deutscher Vizemeister. 1981 wechselte er von Bremerhaven zum Bundesligaaufsteiger DTV Charlottenburg. Dort war er neben Matthias Strauss als zweiter Nationalspieler am Aufstieg der Berliner in die nationale Spitze beteiligt. Allerdings versuchte Wadehn während seiner Berliner Jahre in den Vereinigten Staaten Fuß zu fassen und wechselte 1983 an die University of Puget Sound in den Bundesstaat Washington. Sein Aufenthalt in den Vereinigten Staaten brachte ihn kaum voran, 1984 ging er nach Deutschland zurück. 1986 wechselte er von Charlottenburg nach Leverkusen, wo er für drei Jahre spielte und 75 Bundesliga-Einsätze verbuchte (9,7 Punkte/Spiel). Hier gewann er seinen einzigen Titel, als er 1987 im Pokal erfolgreich war. 1989 zog es Wadehn zurück nach Berlin. 1991 und 1992 erreichte er mit Berlin jeweils das Finale der Playoff-Spiele um die deutsche Meisterschaft, verlor aber beide Male gegen die Leverkusener Mannschaft.
1981 debütierte Wadehn in der Nationalmannschaft. Bei der Europameisterschaft 1981 belegte er mit der deutschen Mannschaft den zehnten Platz, 1983 erreichte die Mannschaft den achten Platz. Die beste Platzierung der 1980er Jahre gelang der deutschen Mannschaft bei der Europameisterschaft 1985 vor heimischem Publikum, als sie den fünften Platz erreichte. Zwei Jahre später belegte die Mannschaft bei der Europameisterschaft 1987 den sechsten Platz. Dazwischen nahm Wadehn 1986 an der Weltmeisterschaft in Spanien teil. Dort schied die deutsche Mannschaft in der Vorrunde aus, Wadehn hatte in fünf Spielen 78 Punkte (15,6 je Begegnung) erzielt und war damit bester deutscher Korbschütze.
Beruflich wurde Wadehn als Immobilienkaufmann tätig. Mit Altherrenmannschaften des DBV Charlottenburg nahm er an Wettkämpfen teil und gewann zahlreiche deutsche Meisterschaften. Sein Sohn Leonik spielte Basketball im Jugendleistungsbereich und später in der 2. Bundesliga ProB.